# Страшные сказки: Город ангелов
Страшные сказки: Город ангелов (англ. Penny Dreadful: City of Angels) — американский телесериал в жанре хоррор-триллера и фэнтези, созданный Джоном Логаном для телеканала Showtime, является спин-оффом телесериала Страшные сказки. Действие сериала происходит в 1938 году. Премьерный показ состоялся 26 апреля 2020. В августе 2020 года сериал был закрыт после первого сезона.

## Сюжет
Сериал рассказывает о событиях периода Золотого Века Голливуда в 1930-х годах, спустя 50 лет после событий основного телесериала. Действие разворачивается в 1938 году в Лос-Анджелесе — время и место «на которое серьёзно повлиял мексиканско-американский фольклор и социальная напряженность». Персонажи сериала втянуты в конфликт между мексиканской богиней смерти Санта Муэрте, которая почитается как покровительница мертвых и проводница в иной мир, и её духовной сестрой — демоницей Магдой, которая считает человечество изначально злым по своей сути и собирается это доказать. Детективу Тьяго Веге и его напарнику, детективу Льюису Миченеру, поручают расследование чудовищного убийства, и вскоре они столкнутся с прошлым Лос-Анджелеса, а также с его настоящим: расовой напряженностью, надвигающейся угрозой войны, нацистскими заговорами — все это сбивает их со следа на каждом шагу.

## В ролях

### Основной состав
- Натали Дормер — Магда, мистическая демоница, которая может превращаться в любого человека по своему выбору.[2] Среди персонажей Магды — помощница политика Алекс, домохозяйка Эльза (и её сын Фрэнк), предводительница банды Рио.
- Дэниэл Дзоватто — Сантьяго «Тьяго» Вега, первый мексиканско-американский детектив LAPD.[3]
- Керри Бише — Сестра Молли, харизматичная радио-евангелистка.[4]
- Адриана Барраса — Мария Вега, мать семьи Вега.[5]
- Джессика Гарза — Джозефина Вега, младший ребёнок в семье Вега.[6]
- Майкл Глэдис — Чарльтон Таунсенд, член городского совета и глава комитета по транспорту городского совета Лос-Анджелеса.[7]
- Джонатан Нивз — Матео Вега, младший брат Тьяго.[6]
- Рори Киннер — Питер Крафт, немецкий педиатр и глава Германоамериканского союза.[8]
- Нейтан Лейн — Льюис Миченер, ветеран LAPD и напарник Тьяго Веги.[9]

### Второстепенный состав
- Себастьян Чакон — Лихой Рико.[10]
- Джулиан Хиллиард — Том Крафт, сын Питера.
- Лоренца Иззо — Санта Муэрте,[7] божество, чьи последователи обращаются к ней за помощью с исцелением, защитой и легким уходом в иной мир.
- Итан Пек — Герман Аккерманн, заместитель командира Германоамериканского союза.[7]
- Пайпер Перабо — Линда Крафт, жена Питера.[11]
- Адан Мартин Роча — Диего Лопес.[12]
- Адам Родригес — Рауль Вега,[7] старший из детей Веги.
- Доминик Шервуд — Курт, шофер Ричарда Госса,[7] предположительно агент гестапо.
- Брент Спайнер — Нед Вандерхофф, капитан полиции и босс Веги и Миченера.[13]
- Хадсон Уэст — Тревор Крафт, сын Питера.
- Томас Кречман — Ричард Госс, немецкий архитектор[7] и оперативник Третьего рейха.
- Лин Шэй — Дотти Минтер, подруга Миченера.[13]
- Эми Мэдиган — Аделаида Финнистер, мать Молли.[13]

## Эпизоды
| № | Название                                                 | Режиссёр             | Автор сценария      | Дата премьеры  | Зрители в США (млн) |
| --- | -------------------------------------------------------- | -------------------- | ------------------- | -------------- | ------------------- |
| 1 | «Санта Муэрте» «Santa Muerte»                            | Пако Кабесас         | Джон Логан          | 26 апреля 2020 | 0,448               |
| Тьяго Вега — первый чикано, ставший детективом полиции Лос-Анджелеса. Вместе со своим напарником, еврейским полицейским-ветераном Льюисом Миченером, они расследуют ужасное убийство, к которому, похоже, причастны мексиканцы. Рауль, брат Тьяго и активист, борется с честолюбивым советником Чарлтоном Таунсендом из-за строительства первой Калифорнийской автострады. Тем временем, врач Питер Крафт все сильнее разочаровывается американской жизнью и посвящает себя деятельности в качестве главы местного Германоамериканского союза. Тьяго и Рауль оказываются по разные стороны протеста, в котором, благодаря стараниям Магды, погибнут люди. |                                                          |                      |                     |                |                     |
| 2 | «Мертвые должны лежать» «Dead People Lie Down»           | Пако Кабесас         | Джон Логан          | 3 мая 2020     | 0,318               |
| Вега и Миченер разбираются с последствиями беспорядков на автостраде и продолжают расследование гибели семьи Хазлетт. Магда продолжает плести интриги, убеждая Таунсенда использовать гибель молодого полицейского для продвижения своей политической программы, а также манипулирует Крафтом в облике Эльзы. Вега и Миченер пытаются собрать сведения о Джеймсе Хазлетте и Церкви «Радостные Голоса», в которой тот работал, но им препятствует Аделаида Финнистер — мать главной знаменитости Церкви. Миченер и его пожилые друзья преследуют нацистов, что оборачивается смертью. Матео получает приглашение присоединиться к банде, а молитвы Марии к Санта-Муэрте дают жуткие последствия. |                                                          |                      |                     |                |                     |
| 3 | «Грешный старый мир» «Wicked Old World»                  | Серджо Мимика-Геззан | Джон Логан          | 10 мая 2020    | 0,352               |
| Тьяго и Молли заводят роман на пирсе Санта-Моники. В ярости от убийства своих друзей, Льюис начинает собственное расследование и с пристрастием допрашивает Брайана Кенига, молодого студента Калтеха. Политическая программа Таунсенда и Алекс оказывается под угрозой после того, как участница городского Совета Беверли Бек дает клятву бороться с ними. Питер Крафт навещает Эльзу в ее доме, сближаясь с ней. Матео посещает клуб "Багровый Кот", где встречает Рико и Рио и получает приглашение в обольстительный и опасный новый мир. Тьяго встречается в баре с Миченером и узнает, что у Хазлетта были любовные отношения с Молли. |                                                          |                      |                     |                |                     |
| 4 | «Джозефина и святой дух» «Josephina and the Holy Spirit» | Серджо Мимика-Геззан | Джон Логан          | 17 мая 2020    | 0,308               |
| Тьяго обыскивает пляжный дом Сестры Молли, в поисках подсказок по делу Хазлетта, что приводит к тревожным разоблачениям. Член Городского Совета Бек предлагает альтернативный маршрут для автомагистрали Арройо-Секо, чем приводит Таунсенда в бешенство. Эльза приходит на вечеринку в дом Питера Крафта, вызывая ревность у его жены Линды. Льюис Миченер просит у еврейского гангстера Бенни Бермана помощи в борьбе с растущей нацистской угрозой в Лос-Анджелесе. Матео, вместе со своими новыми друзьями-Пачуко, пытается отомстить за сексуальное нападение полицейских на Джозефину Вегу. Джозефина ищет утешение в "Радостных Голосах" и решает следовать по пути духовного просветления с изменившейся Сестрой Молли. |                                                          |                      |                     |                |                     |
| 5 | «Дети Короля-Солнца» «Children of the Royal Sun»         | Роксанн Доусон       | Хосе Ривера         | 24 мая 2020    | 0,369               |
| Матео распутывает последствия своих поступков. Сестра Молли потрясена, узнав что Джозефина - сестра Тьяго. Расследование Тьяго и Льюиса приводит их из трущоб Соноратаун к дому Веги. Дотти проводит время с молодым ученым Брайаном, а Алекс отчитывает Таунсенда за его личную жизнь. Питер получает тревожный телефонный звонок от Эльзы. Из-за убийства полицейского Рейли, происходит столкновение Тьяго и Матео. |                                                          |                      |                     |                |                     |
| 6 | «У братьев так всегда» «How It Is with Brothers»         | Роксанн Доусон       | Винни Вильгельм     | 31 мая 2020    | 0,348               |
| Тьяго и Льюис допрашивают Диего, и в процессе у Льюиса возникают подозрение, что Тьяго что-то скрывает. Аделаида манипулирует Молли, что ее личные планы ставят под угрозу будущее Церкви. Таунсенд узнает о темном прошлом Курта. Питер Крафт принимает решение развестись с Линдой. Мария находит Матео и умоляет его вернуться домой. |                                                          |                      |                     |                |                     |
| 7 | «Мария и чудовище» «Maria and the Beast»                 | Шери Фоксон          | Колин Лиддл         | 7 июня 2020    | 0,360               |
| Диего берет на себя вину за убийства семьи Хазлетт и полицейского Рейли. У Молли и Тьаго продолжается роман. Эльза и Фрэнк переезжают в дом к Крафту, что вызывает тревожность у сыновей Крафта. Миченер портит свидание Брайана с Дотти и прячет его, из-за того, что он лжет о своих встречах с нацистами. Джозефина с энтузиазмом увлекается своей новой религией, игнорируя Матео и отдаляясь от Марии. Советница Бек начинает кампанию от отставке Таунсенда. Миченер привлекает Тьаго к своей охоте за нацистами, как услуга за услугу, когда убедить Диего взять вину вместо Матео, и в процессе они обнаруживают, что Таунсенд и мать Сестры Молли находятся в союзе с нацистами. Мария вызывает Санту Муэрте и высказывает ей по поводу вмешательства Магды. А сама Магда появляется рядом и грубит своей сестре, прежде чем пытаться убедить непоколебимую Марию поклясться ей в верности. |                                                          |                      |                     |                |                     |
| 8 | «Прятки» «Hide and Seek»                                 | Шери Фоксон          | Татьяна Суарес-Пико | 14 июня 2020   | 0,289               |
| 9 | «Пой, пой, пой» «Sing, Sing, Sing»                       | Дэн Аттиас           | Джон Логан          | 21 июня 2020   | 0,380               |
| 10 | «День мёртвых» «Day of the Dead»                         | Ричард Дж. Льюис     | Джон Логан          | 28 июня 2020   | 0,307               |

1. ↑  "Санта Муэрте" впервые показан 23 апреля 2020 онлайн по требованию Showtime, до премьеры по телевидению.[14]

## Производство
Съемки начались в августе 2019 года в Лос-Анджелесе. Пако Кабесас снял несколько эпизодов, в том числе пилотный. Ранее он уже снимал четыре эпизода сериала Страшные сказки (в том числе, финальный). 13 января 2020 года было объявлено, что премьера сериала состоится 26 апреля 2020 года. В августе 2020 года Showtime закрыли сериал после первого сезона.

## Критика

### Отзывы
На сайте Rotten Tomatoes сериал получил рейтинг одобрения 76 % на основе 21 отзыва, со средним рейтингом 7,49/10.
Общее мнение сайта: "Хотя множество интересных персонажей в «Городе ангелов» могли быть раскрыты лучше, если бы их было меньше, тем не менее, изворотливые сюжеты и превосходная игра актёров непременно удовлетворят поклонников «Страшных сказок».
На Metacritic, сериал имеет средневзвешенную оценку 63 из 100, основанный на 14 рецензиях, что указывает на «в целом благоприятные отзывы».

### Рейтинги
| №  | Название                 | Дата показа    | Рейтинг (18—49) | Зрителей (миллионов) | DVR (18—49) | Зрителей DVR (миллионов) | Всего (18—49) | Всего зрителей (миллионов) |
| -- | ------------------------ | -------------- | --------------- | -------------------- | ----------- | ------------------------ | ------------- | -------------------------- |
| 1  | «Санта Муэрте»           | 26 апреля 2020 | 0,04            | 0,448                | N/A         | 0,359                    | N/A           | 0,807                      |
| 2  | «Мертвые должны лежать»  | 3 мая 2020     | 0,04            | 0,318                | N/A         | N/A                      | N/A           | N/A                        |
| 3  | «Грешный старый мир»     | 10 мая 2020    | 0,04            | 0,352                | N/A         | 0,345                    | N/A           | 0,697                      |
| 4  | «Джозефина и святой дух» | 17 мая 2020    | 0,04            | 0,308                | N/A         | 0,392                    | N/A           | 0,700                      |
| 5  | «Дети Короля-Солнца»     | 24 мая 2020    | 0,03            | 0,369                | N/A         | 0,405                    | N/A           | 0,774                      |
| 6  | «У братьев так всегда»   | 31 мая 2020    | 0,01            | 0,348                | N/A         | 0,324                    | N/A           | 0,672                      |
| 7  | «Мария и чудовище»       | 7 июня 2020    | 0,03            | 0,360                | N/A         | 0,404                    | N/A           | 0,764                      |
| 8  | «Прятки»                 | 14 июня 2020   | 0,02            | 0,289                | N/A         | 0,322                    | N/A           | 0,611                      |
| 9  | «Пой, пой, пой»          | 21 июня 2020   | 0,04            | 0,380                | N/A         | 0,386                    | N/A           | 0,766                      |
| 10 | «День мёртвых»           | 28 июня 2020   | 0,02            | 0,307                | N/A         | 0,352                    | N/A           | 0,659                      |